# Stegolaria irregularis
Stegolaria irregularis är en nässeldjursart som beskrevs av Totton 1930. Stegolaria irregularis ingår i släktet Stegolaria och familjen Tiarannidae. Inga underarter finns listade i Catalogue of Life.